# اچ‌ام‌اس بازینگهام (ام۲۶۰۵)
اچ‌ام‌اس بازینگهام (ام۲۶۰۵) (به انگلیسی: HMS Bassingham (M2605)) یک کشتی بود که طول آن ۱۰۰ فوت (۳۰ متر) بود. این کشتی در سال ۱۹۵۲ ساخته شد.